# José María Miquel González
José María Miquel González de Audicana (1939, Castellterçol, España) es un jurista y catedrático de Derecho Civil. Es hermano de Juan Miquel González de Audicana.
Licenciado en Derecho en la Universidad de La Laguna en 1961 y Doctorado en Derecho en 1973 por la Universidad Autónoma de Madrid (UAM), con la tesis titulada "Presupuestos históricos del artículo 464 del Código Civil", publicada posteriormente como "La posesión de bienes muebles".
Comenzó su carrera académica en la Universidad de La Laguna en 1969, y al año siguiente se trasladó brevemente a la Universidad de Salamancapara finalmente hacerlo a la Universidad Autónoma de Madrid, donde ha desempeñado la mayor parte de su carrera.

## Obra
Sus áreas de especialización abarcan una diversidad de temas en Derecho Civil; la posesión, la reivindicación y la transmisión de la propiedad, comunidad de bienes, hipotecas, contratos, buena fe, responsabilidad contractual y extra-contractual y sucesiones. 
Ha traducido al español junto con Esther Gómez-Calle el libro "El negocio jurídico" de Werner Flume.
Ha dirigido 16 tesis doctorales. Ha sido galardonado con la Gran Cruz de San Raimundo de Peñafort y la Cruz de Alfonso X el Sabio. 
En 2014 se publicó la obra de "Estudios jurídicos en Homenaje al Profesor José María Miquel" dirigidos por Luis Díez-Picazo.

## Cargos
En 1983 fue nombrado catedrático de Derecho Civil en la UAM, posición que ocupó hasta su jubilación en 2009, tras la cual fue nombrado catedrático emérito. Fue director del Departamento de Derecho Civil de la Facultad de Derecho de la UAM de 1983 a 1986, y luego director del Departamento de Derecho Privado Social y Económico de 1986 a 1988. Entre 1989 y 1992 fué decano de dicha Facultad de Derecho.
Desde 2005, ocupa el puesto de vocal permanente en la Comisión General de Codificación.
En junio de 2022 tomó posesión del cargo en la Real Academia de Jurisprudencia y Legislación de España, con el discurso "Acotaciones sobre la temporalidad de las relaciones obligatorias. La duración de los pactos parasociales".